# 拉孜乡
拉孜乡，是中华人民共和国西藏自治区昌都市边坝县下辖的一个乡镇级行政单位。

## 行政区划
拉孜乡下辖以下地区：
拉孜村、绕村、雄日村、珠村、如村、达孜村、岗水村、门贡村、根巴村、批果村、过查村和森卡村。